# 2583 Fatyanov
A 2583 Fatyanov (ideiglenes jelöléssel 1975 XA3) a Naprendszer kisbolygóövében található aszteroida. Tamara Mihajlovna Szmirnova fedezte fel 1975. december 3-án.